# قح (المهرة)

تعديل مصدري - تعديل

قح هي إحدى قرى مديرية حصوين التابعة لمحافظة المهرة، بلغ تعداد سكانها 82 نسمة حسب تعداد اليمن لعام 2004.